# نواه اوهایو
نواه اوهایو (انگلیسی: Noah Ohio؛ زادهٔ ۱۶ ژانویهٔ ۲۰۰۳) بازیکن فوتبال اهل پادشاهی هلند است.
وی همچنین در تیم‌های ملی فوتبال زیر ۱۵ سال هلند، زیر ۱۶ سال هلند، زیر ۱۶ سال انگلستان، زیر ۱۹ سال هلند و زیر ۲۱ سال هلند بازی کرده است.

## دوران باشگاهی
نواه اوهایو در هلند متولد شد و در سال ۲۰۱۵ به منچستر یونایتد پیوست. او سال بعد به منچستر سیتی منتقل شد. در ژوئن ۲۰۱۹، او با آکادمی جوانان باشگاه بوندس‌لیگاای آربی لایپزیگ قرارداد بست.
در ژانویهٔ ۲۰۲۱، اوهایو با قراردادی قرضی ۱۸ماهه به فیتسه در اردیویسه پیوست. او در ۲۷ ژانویه ۲۰۲۱ نخستین بازی حرفه‌ای خود را به‌عنوان بازیکن تعویضی در شکست برابر باشگاه فوتبال فنلو انجام داد.
در ۱۴ ژوئیه ۲۰۲۲، اوهایو با قراردادی چهار ساله به استاندارد لیژ پیوست.
در ۳۰ ژانویه ۲۰۲۴، اوهایو با قراردادی قرضی به هال سیتی در انگلیس منتقل شد. او نخستین بازی خود را در ۳ فوریه و در دقیقهٔ ۷۴ به‌عنوان جانشین اناس زاروری در پیروزی ۱–۰ خانگی برابر میلوال انجام داد. او در دومین حضور خود در ۱۳ فوریه، این‌بار در دقیقهٔ ۶۷ بار دیگر به‌جای زاروری وارد زمین شد و گل پیروزی‌بخش را در دیدار خارج از خانه برابر روترهام یونایتد به ثمر رساند.
در ژوئیه ۲۰۲۴، اوهایو با قراردادی سه‌ساله به اوترخت در اردیویسه پیوست.

## دوران ملی
نواه اوهایو در هلند از پدر و مادری ایگبو اهل نیجریه متولد شد و در سنین پایین به انگلستان مهاجرت کرد. اوهایو واجد شرایط بازی برای تیم‌های ملی نیجریه، انگلستان و هلند است. او در سال ۲۰۱۸ برای زیر ۱۵ سال هلند بازی کرد و سپس در سال بعد برای تیم‌های ملی زیر ۱۶ سال انگلستان و هلند به میدان رفت. اوهایو همچنین در رده‌های زیر ۱۹ سال و زیر ۲۱ سال هلند بازی کرده و در رقابت‌های انتخابی زیر ۲۱ سال اروپا، در ۹ بازی، ۷ گل به ثمر رسانده‌است.